# Chiến dịch Thăng Long (1786)
Chiến dịch Thăng Long là giai đoạn cuối cùng của cuộc chiến giữa Tây Sơn và chúa Trịnh trong lịch sử Việt Nam cuối thế kỷ 18. Chiến dịch Thăng Long 1786 kế tiếp chiến dịch Phú Xuân 1786, kết thúc bằng việc quân Tây Sơn đánh chiếm Thủ đô Thăng Long của Đàng Ngoài và tiêu diệt chúa Trịnh.

## Bối cảnh
Sau khi tiếp nhận sự hàng phục của Tây Sơn năm 1775, Bắc Hà duy trì sự hòa hoãn với phía nam và mở lãnh thổ tới vùng Thuận Hóa.
Năm 1786, sau khi đánh bật họ Nguyễn ra khỏi lãnh thổ Đại Việt, Tây Sơn tính đến việc đánh chiếm Thuận Hóa. Theo đề nghị của hàng tướng Nguyễn Hữu Chỉnh, thủ lĩnh Tây Sơn là Nguyễn Nhạc cử Nguyễn Huệ làm tổng chỉ huy, cùng các tướng Nguyễn Lữ, Nguyễn Hữu Chỉnh và Vũ Văn Nhậm tiến đánh Phú Xuân.
Ngày 16 tháng 6 năm 1786, quân Tây Sơn chiếm được thành Phú Xuân. Kế hoạch chiếm Thuận Quảng để nắm toàn bộ lãnh thổ Nam Hà do chúa Nguyễn cai quản trước đây của Nguyễn Nhạc hoàn thành.
Nguyễn Huệ định cho quân tu sửa trường lũy Động Hải, vẫn giữ địa giới cũ với Bắc Hà ở La Hà. Lúc đó Nguyễn Hữu Chỉnh đưa ra đề nghị:
"Tướng công đánh một trận được đại thắng, uy danh chấn động cả thiên hạ. Đường lối dụng binh, một là thời, hai là thế, ba là cơ hội, nếu có thể dựa vào ba điều ấy, thì đánh đâu mà không được. Nay ở Bắc Hà, quân lính thì kiêu ngạo, tướng súy thì lười biếng, triều đình lại không có kỷ cương gì. Tướng công mang uy thanh ấy, nhân lúc bên kia đã đỗ nát, nếu thực biết dùng danh nghĩa "phò Lê, diệt Trịnh" thì thiên hạ ai mà không hưởng ứng? Đấy là cơ hội và thời, thế đều không thể để nhỡ được".
Nguyễn Huệ cho là phải, bèn quyết định không dừng binh mà phát động cuộc tấn công mới ra Thăng Long.
Ngoài bắc, ngày 19 tháng 6 chúa Trịnh đã nhận được tin quân Tây Sơn tiến ra đánh tới sông Gianh. Sau khi bàn định với các tướng, Trịnh Khải quyết định cử các tướng đi tăng cường phòng thủ miền duyên hải, nhưng các tướng được lệnh không ai chịu đi vì sợ quân Tây Sơn.

## Diễn biến

### Quân Tây Sơn chiếm Thanh – Nghệ
Theo kế của Nguyễn Hữu Chỉnh, Nguyễn Huệ nói thác là mệnh lệnh của Nguyễn Nhạc, rồi chia quân tiến ra bắc:
- Hữu Chỉnh làm tiền phong thủy quân, kéo quân ra cửa biển Việt Hải, vào cửa biển Đại An, kéo thẳng đến Vị Hoàng chiếm lấy kho lương.
- Nguyễn Huệ tự thống suất đại binh, theo đường thủy, đường bộ tiếp tục xuất phát.

Ngày 28 tháng 6, ngoài Thăng Long nghe tin báo quân Tây Sơn đã đánh chiếm được Phú Xuân. Trịnh Tông họp các tướng lại bàn cách chống. Các tướng Trịnh cho rằng:
"Thuận Hóa vốn không phải đất đai của triều đình, trước kia tốn bao nhiêu công của mới lấy được, chung quy cũng chẳng ích lợi gì? Bây giờ chỉ nên bàn luận tìm cách đóng quân ở Nghệ An theo như việc cũ mà thôi".
Vì thế, Trịnh Khải hạ lệnh cho Trịnh Tự Quyền làm thống tướng, đem quân lính 27 cơ tiến vào giữ lấy đầu địa giới Nghệ An để chống cự.
Dọc đường từ sông Gianh trở ra, Nguyễn Huệ chia làm nhiều toán quân du binh đánh chiếm các đồn trại quân Trịnh. Quân Trịnh sợ quân Tây Sơn, nhiều đồn trông thấy là bỏ chạy. Sau khi đồn Dinh Cầu ở Nam Hà Tĩnh mất, tướng giữ trấn Nghệ An và Thanh Hóa của Bắc Hà là Bùi Thế Toại và Tạ Danh Thùy nghe tin đều bỏ thành trốn. Nguyễn Huệ kéo quân đến chiếm cứ lấy Thanh-Nghệ.
Trịnh Tự Quyền nhận được mệnh lệnh đã hơn 10 ngày vẫn chưa thu xếp hành trang xong, còn quân sĩ thì chần chừ không có ý muốn đi, lại muốn thay đổi thống tướng khác. Khi Tự Quyền đem quân dời khỏi thành mới được 30 dặm, thì cánh quân Tây Sơn của Nguyễn Hữu Chỉnh đã đến Vị Hoàng.

### Trận Sơn Nam
Nguyễn Hữu Chỉnh tiến ra đến Vị Hoàng không gặp cản trở nào của quân Trịnh. Sáng sớm ngày 11 tháng 7 năm 1786 tức ngày 16 tháng 6 âm lịch 400 chiến thuyền của Hữu Chỉnh đến đánh chiếm Vị Hoàng. Quân Trịnh bị bất ngờ vì quân Tây Sơn tiến quá nhanh, đều tan vỡ bỏ chạy. Quân Tây Sơn chiếm được hết thóc lúa và tiền bạc trong kho có hàng trăm vạn và trưng tập thêm lương của các thuyền buôn của người Hoa đậu ở bến Vị Hoàng.
Chiếm xong Vị Hoàng, Nguyễn Hữu Chỉnh cho quân đốt lửa hiệu tại các chòi ven biển báo cho quân chủ lực của Nguyễn Huệ ở Thanh - Nghệ biết; mặt khác sai một tỳ tướng mang một toán quân tiến về Thăng Long, đóng ở Phố Hiến.
Trịnh Khải nghe tin mất Vị Hoàng, lại lệnh cho Tự Quyền vẫn đem các quân bản bộ tiến đến chống cự ở Kim Động, một mặt lệnh cho Đỗ Thế Dận đang trấn thủ Sơn Nam đem quân bộ tiến đến đóng ở bờ sông Phù Sa, rồi sai Đinh Tích Nhưỡng đốc lãnh các quân thủy đạo tiến thẳng đến giữ ở cửa Luộc. Các tướng Trịnh hội hợp binh lính đón đánh.
Ngày 17 tháng 7 năm 1786 (tức ngày 22 tháng 6 âm lịch), Nguyễn Huệ tiến đại quân đến Vị Hoàng. Ông dùng kế lừa quân Trịnh, cho làm hình nộm để lên thuyền để dụ quân Trịnh bắn tên đạn ra trước cho hết tên đạn rồi sau đó mới tấn công. Nhân lúc trời tối không trông rõ, Nguyễn Huệ tận dụng chiều gió, từ hạ lưu sông Luộc cho thuyền chở người nộm tiến đến trước quân Trịnh. Đinh Tích Nhưỡng liền sai các quân bày "trận chữ nhất" chắn ngang sông, đạn súng và tên nỏ cùng một lúc bắn ra.
Một chiếc thuyền quân Tây Sơn bị trúng đạn rồi bị đắm, còn các thuyền khác vẫn cứ nối nhau tiến lên không ngừng, mà trong thuyền vẫn im lặng không có tiếng người. Quân Trịnh không hiểu ra sao. Trong lúc hoảng hốt sợ hãi thì trời đã sáng rõ, quân Trịnh mới biết những người chân sào đều người bù nhìn. Lúc ấy, thuốc súng và đạn của quân Trịnh đều hết, đại đội thuyền lớn của Nguyễn Huệ vừa đánh trống vừa reo hò tiến lên, thanh thế rất lớn.
Quân Trịnh mất khí thế. Quân Tây Sơn dùng cánh tinh binh xông thẳng vào hàng ngũ quân Đỗ Thế Dận, đem ống phun lửa loạn xạ, quân của Thế Dận kinh sợ tan vỡ. Toán quân của Đinh Tích Nhưỡng bỏ thuyền chạy. Toán quân của Trịnh Tự Quyền nghe tin, cũng sợ hãi rối loạn rồi tự tan vỡ. Quân Tây Sơn đánh phá chiếm được trấn Sơn Nam.
Nguyễn Huệ tranh thủ sự ủng hộ của người dân Bắc Hà, bèn phát tờ hịch đi các lộ, bày tỏ danh nghĩa "diệt Trịnh, phò Lê". Sáng ngày 19 tháng 7, Nguyễn Huệ thúc đại quân từ Sơn Nam đánh ra Thăng Long.

### Trận Thăng Long
Sau khi trấn Sơn Nam đã bị quân Tây Sơn chiếm được, kinh thành Thăng Long rung động, quan và quân họ Trịnh đều lo toan việc chạy trốn và giấu của cải, không có chí chiến đấu.
Nguyễn Khản từ Nghệ An về kinh, bàn với Trịnh Khải nên sai tướng giữ kinh thành, và rước vua Lê Hiển Tông chạy lên Sơn Tây, không nên giao chiến vì kiêu binh không thể dùng được. Trịnh Khải đồng tình định làm theo thì quân kiêu binh hợp nhau lại phản đối dữ dội, cho rằng là Nguyễn Khản dẫn quân Tây Sơn vào kinh thành, toan giết ông. Nguyễn Khản phải bỏ chạy lên Sơn Tây.
Trịnh Khải không ưa tham tụng Bùi Huy Bích vì không có mưu lược chống quân Tây Sơn, bèn cách chức và sai ra đốc chiến; mặt khác Trịnh Tông triệu Trần Công Xán vào phủ, bí mật bàn định mưu kế đối phó. Trần Công Xán cho rằng phải tử chiến tại kinh thành.
Trịnh Khải nghe theo, bèn triệu Hoàng Phùng Cơ ở Sơn Tây về, sai làm tiền bộ. Phùng Cơ chỉ có 500 quân, cùng 8 người con dẫn quân lính bản bộ đến. Trịnh Tông giúp cho Hoàng Phùng Cơ 5000 lạng bạc mộ được hơn 1000 quân lính cũ.
Trịnh Tông bố trí phòng thủ Thăng Long như sau:
- Cho đội thủy quân tứ thị là đội thủy quân duy nhất còn lại ở kinh thành tới dàn thuyền chiến ở bến sông Thúy Ái
- Hoàng Phùng Cơ dàn quân đóng ở hồ Vạn Xuân;
- Trịnh Tông tự mình đem hết quân trong thành, bày trận ở bến Tây Long, có 100 voi chiến[3]. Quân Trịnh Tông chia làm 5 đạo:
  - Tả đạo giữ Đông Long
  - Hữu bộ giữ Tây Hồ
  - Tiền bộ giữ cửa Tiền lâu
  - Hậu bộ giữ Hậu lâu
  - Trung quân và tượng binh đóng ở lầu Ngũ Long bảo vệ chúa Trịnh

Trong tình thế nguy cấp, quân Trịnh vẫn không cảnh giác, cho rằng quân Tây Sơn chưa thể tiến đến Thăng Long nhanh chóng.
Nhân lúc gió đông nam thổi mạnh, Nguyễn Huệ cho quân thủy giương buồm tiến đến kinh thành Thăng Long. Sáng ngày 21 tháng 7, thuyền quân Tây Sơn xuôi chiều gió, kéo ập đến bến Nam Dư. Về phía chúa Trịnh, thì quân thủy tan vỡ trước. Hai viên thiên tướng là Nguyễn Trọng Yên, quản lãnh đội Tiền Ưu và Ngô Cảnh Hoàn, quản lãnh đội Tiền Trạch, cầm ngang siêu đao, đứng ở mũi thuyền, chống cự, bị quân Tây Sơn giết chết.
Cánh quân Thúy Ái bị tiêu diệt. Quân Tây Sơn kéo lên bộ, tiến tới hồ Vạn Xuân. Toán quân của Phùng Cơ không kịp dàn thành hàng ngũ, bỏ chạy tan vỡ tứ tung. Thuộc tướng là Mai Thế Pháp phi ngựa lên đón đánh, giết được hơn 10 lính Tây Sơn. Bị quân Tây Sơn vây sát. Thế Pháp tự nhảy xuống sông; chỉ còn một mình Phùng Cơ cùng 8 người con dẫn vài chục thủ hạ cố sức chiến đấu. Thủ hạ và 6 người con đều bị tử trận, Phùng Cơ cùng 2 người con bỏ chạy.
Quân Tây Sơn tiến đến bến Tây Long. Trịnh Tông mặc nhung phục, ngồi trên bành voi, cầm cờ lệnh chỉ huy, nhưng quân sĩ nhìn nhau, không ai chịu tiến lên. Quân Tây Sơn đổ đến chém giết, quân Trịnh tan vỡ lung tung. Trịnh Tông quay voi trở về thành, đến cửa Tuyên Vũ, trông thấy ngoài phủ đã cắm hàng loạt cờ Tây Sơn, bèn dẫn tượng binh hướng theo đường Sơn Tây chạy trốn. Các quan lại dưới quyền chúa Trịnh người thì bỏ trốn, người thì tan chạy, cũng không một người nào biết đến chúa.
Ngày 21 tháng 7 năm 1786 tức ngày 26 tháng 6 âm lịch, Nguyễn Huệ dẫn đại quân tiến vào Thăng Long, đóng quân ở phủ chúa Trịnh.

## Tây Sơn diệt Trịnh phù Lê
Trịnh Tông mang 400 tàn quân bỏ chạy, khi chạy đến xã Hạ Lôi, huyện Yên Lãng, quân sĩ tan tác hết. Trịnh Khải gặp Lý Trần Quán là người trước đây vâng lệnh đem tờ hịch đi chiêu mộ nghĩa binh. Lý Trần Quán nhờ người học trò của mình là Nguyễn Trang hộ vệ Trịnh Tông, nói dối là Tham tụng Bùi Huy Bích.
Nguyễn Trang biết đấy là chúa Trịnh, bèn cùng thủ hạ là Nguyễn Ba bắt Trịnh Tông giải nộp doanh trại quân Tây Sơn. Trên đường đi, Trịnh Tông dùng dao cắt cổ tự tử. Nguyễn Trang đem thi thể chúa Trịnh nộp cho quân Tây Sơn. Nguyễn Huệ sai sắm đủ áo quan khâm liệm mai táng cho Trịnh Tông theo nghi lễ một vị chúa.
Tiến vào Thăng Long, Nguyễn Huệ yết kiến vua Lê Hiển Tông ở điện Vạn Thọ, xin ngày cử hành nghi lễ đại triều, dâng sổ sách binh và dân để tỏ rõ ý nghĩa nhà vua nhất thống và Nguyễn Huệ tôn phò. Lê Hiển Tông sách phong Nguyễn Huệ làm nguyên soái phù chính dực vận Uy quốc công .

## Hậu quả và ý nghĩa
Quá trình quân Tây Sơn tiến từ sông Gianh ra Thăng Long bắt đầu từ cuối tháng 6, nhưng hai bên chỉ thực sự có giao tranh từ trận Sơn Nam ngày 17 tháng 7, tới khi Nguyễn Huệ tiến vào Thăng Long ngày 21 tháng 7, tất cả chỉ diễn ra 2 lần trong 5 ngày. Quân Tây Sơn tiến từ sông Gianh ra Thăng Long, tiêu diệt họ Trịnh. Lực lượng chúa Trịnh quá suy yếu và nhu nhược, không có tinh thần chiến đấu, có nhiều trận quân Trịnh bỏ trận chạy khi chưa giao chiến.
Chiến dịch Thăng Long là lần thứ 3 quân Trịnh và Tây Sơn giao tranh. Quân Trịnh thất bại hoàn toàn mở đầu cho sự diệt vong của chính quyền họ Trịnh tồn tại hơn 200 năm. Dù sau đó lực lượng họ Trịnh còn trỗi dậy dưới quyền Trịnh Lệ, Trịnh Bồng nhưng chỉ sau một thời gian ngắn sau đó lại bị dẹp.